# Эйн-Гев
Эйн-Гев (ивр. עֵין גֵּב‎) — кибуц на берегу озера Кинерет в составе регионального совета Эмек-ха-Ярден (Северный округ Израиля). Основан в 1937 году, население на 2018 год 680 человек. Кибуц известен как место проведения одного из старейших песенных фестивалей Израиля.

## География
Кибуц расположен на восточном берегу озера Кинерет, на высоте 210 м ниже уровня моря. Эйн-Гев занимает узкую прибрежную полосу напротив Тверии, в 4 км к северу от кибуца Кфар-Харув. Площадь кибуца — 480 га.

## История
Первые шаги к созданию еврейских поселений на восточном берегу Тивериадского озера были предприняты группой Германа (Цви) Бадта — коммерсанта-еврея, в 1933 году иммигрировавшего в подмандатную Палестину из Германии, где к власти пришли нацисты. В планы Бадта первоначально входило создание в этом районе населённого пункта, жители которого в основном будут представлять средний класс.
В начале 1934 года группа «Кидмат Кинерет» приобрела у бахаистской семьи выходцев из Персии права на участок земли площадью более 16,5 тысяч дунамов к востоку от озера рядом с деревней Накейб. Из этой территории около трети приходилось на прибрежную полосу, а остальная часть представляла собой гористую местность, включая примерно тысячу дунамов по сирийскую сторону границы. Ещё часть прилегающих земель группа Бадта приобрела у Компании по освоению земель, заключившей договор об их покупке в предшествующее десятилетие. Была организована опытная станция в Бейтании (Нижняя Галилея), где велись обучение сельскому хозяйству добровольцев и подбор сельскохозяйственных культур, наиболее подходящих для климата и почв в выбранном месте (в планах Бадта было круглогодичное снабжение еврейского ишува свежими овощами и их экспорт в Европу).
Однако когда дело дошло до продажи участков, желающих оказалось недостаточно. После начала арабского восстания в 1936 году финансовое положение группы Бадта стало отчаянным. В итоге к концу 1939 года её деятельность была полностью свёрнута. Примерно половина принадлежащих ей земель была уже осенью 1936 года продана Еврейскому национальному фонду.
Ещё в 1934 году руководство группы «Кидмат Кинерет», озабоченное вопросом охраны будущего посёлка от нападения местных арабских банд, предложило командованию организации «Хагана» в Галилее часть принадлежащих ей земель для основания рабочего поселения, члены которого в частности будут заняты в охране основного населённого пункта. В тот момент командующий силами «Хаганы» в Галилее это предложение принять не смог. Однако в 1936 году члены базировавшейся на опытной станции в Бейтании группы «Бе-Телем» были приглашены для ведения работ на землях, принадлежащих «Кидмат Кинерет». После того, как часть земель, принадлежавших частной компании, была приобретена Еврейским национальным фондом, члены «Бе-Телем» и присоединившиеся к ним репатрианты из Германии, Латвии, Австрии и Чехословакии перебрались на постоянное место жительства на восточном берегу озера. Поселение Эйн-Гев было официально основано методом «Стена и башня» 6 июля 1937 года. Название новому поселению было присвоено в честь источника, с древности использовавшегося для заполнения водяной цистерны в этом районе.
Согласно резолюции ООН о разделе Палестины восточное побережье Тивериадского озера, включая земли кибуца Эйн-Гев, было включено в территорию будущего еврейского государства. В июне 1948 года, в ходе Арабо-израильской войны Эйн-Гев в течение нескольких дней подвергался арабским атакам. Вначале, 10 и 11 июня, кибуц атаковала сирийская пехота при поддержке артиллерии. После вступления в силу соглашения о прекращении огня кибуц был 12 июня атакован уже силами местного арабского ополчения. Нападение было плохо организованным, и несмотря на то, что некоторым из его участников удалось добраться до ограды Эйн-Гева, жителям кибуца удалось к полудню отразить атаку и рассеять нападавших. Памяти погибших в Войне за независимость Израиля посвящена установленная в Эйн-Геве скульптура Ханны Орловой «Мать и дитя».
После окончания военных действий кибуц периодически продолжал подвергаться нападениям и обстрелам с сирийской территории, конец которым положила только Шестидневная война.

## Археология
Неподалеку от кибуца был обнаружен важный археологический памятник мезолитической культуры Кебаран. На его территории был обнаружен (1973 год) скелет женщины в возрасте 30-40 лет, протосредиземноморской популяции, очень похожей на натуфийцев.
Израильские археологи из Еврейского университета Иерусалима, проанализировав круглые камни из раскопок в Нахаль-Эйн-Гев II (2024 год), возрастом примерно 12000 лет, выдвинули гипотезу об очень раннем, возможно первом, примере использования человеком связки колесо-ось, важном для более поздних технологий, таких как гончарный круг и колесо телеги.
Греко-римский город Декаполиса Сусита /Гиппос (сейчас археологический объект) стоял на холме, возвышающемся над кибуцем.

## Население
По данным Центрального статистического бюро Израиля, население на начало 2020 года составляло 676 человек.
Согласно переписи населения 2008 года, население кибуца составляло 0,7 тысячи человек, 94 % из которых были евреями. Медианный возраст составлял 26 лет, 18,5 % из жителей были детьми и подростками в возрасте до 17 лет включительно, 8 % — людьми пенсионного возраста (65 лет и старше).
Около 80 % евреев — жителей Эйн-Гева были уроженцами страны, а из жителей-репатриантов 70 % прибыли в Израиль до 1990 года, преимущественно из стран Европы и Америки. Из жителей в возрасте 15 лет и старше в 2008 году состояли в браке 40 %. У замужней женщины в среднем были 1,1 ребёнка, средний размер домохозяйства — 2,1 человека (в более чем 40 % домохозяйств — 1 человек, менее чем в 15 % — 4 и более). Академическую степень имели менее 5 % жителей в возрасте 15 лет и старше.

## Экономика и культура
Из жителей кибуца его членами являются более 200. По состоянию на 2008 год, более 80 % жителей были в трудоспособном возрасте, трудоустроенность составляла 100 % (около 15 % — в других населённых пунктах). Почти 40 % были заняты в индустрии услуг и торговле (в частности, в Тверии, Кацрине, промзоне Нижней Галилеи).
Сельское хозяйство представлено коровником, плантациями бананов, фиников и субтропических плодовых культур, а также садоводством. Действует страусиный питомник. Развита индустрия туризма и досуга: при кибуце созданы курорт, ресторан и яхт-клуб. Эйн-Гев является местом проведения ежегодного песенного фестиваля — одного из старейших в Израиле, до 2020 года проводившегося ежегодно на протяжении 77 лет (фестиваль 2020 года отменён из-за пандемии COVID-19). Фестивали проводятся в концертном зале кибуца, рассчитанном на 2500 зрительских мест.
Средняя плотность проживания в 2008 году — 0,8 человека на комнату. В 63 % домохозяйств имелся компьютер, в 42 % — частный автомобиль. В среднем на домохозяйство приходились 1,8 мобильных телефона.